# Международный хоккейный зал славы
Международный хоккейный зал славы (англ. The International Hockey Hall of Fame, IHHOF) находится в Кингстоне,  Онтарио ( Канада) и является старейшим спортивным залом славы в Канаде, располагая сравнительно небольшим количеством экспонатов. Своё официальное нынешнее название получил в 2003 году. Тогда же был открыт официальный сайт.

## История
Самое первое использование термина «Зал славы» произошло в 1900 году с создания Зала Славы великих американцев, в составе Нью-Йоркского университета. В 1930-х усилилось движение за создание других залов славы, посвященных различным дисциплинам, в том числе спортивным. После того, как 12 июня 1939 года в  США были открыты Национальный музей бейсбола и Зал бейсбольной славы, оформилась идея об открытия хоккейного Зала славы. Идея получила большой резонанс после выступления Циклона Тейлора, знаменитого бывшего хоккеиста. В декабре 1940 года на страницах «Montreal Gazette» впервые упоминается «мифический хоккейный зал славы».

### Создание
Кингстонский Международный хоккейный зал славы и музей был основан в 1943 году по инициативе уроженца Кингстона, капитана Джеймса Томаса Сазерленда (англ. James Thomas Sutherland), бывшего президента Канадской ассоциации любительского хоккея (англ. Canadian Amateur Hockey Association), или КАЛХ (англ. CAHA). 17 апреля 1941 года Сазерленд, принимая управления КАЛХ, назначил трех человек в комитет по изучению истоков игры. Он стремился основать Зал славы в Кингстоне, так как полагал, что именно в этом городе произошло рождение хоккея.
"Historians are said to differ considerably on the place in which the great Caesar first saw the 'light of day,' and similarly in respect to the birthplace of Canada's national winter sport, hockey. There may be some who still claim sundry and diverse places as being the authentic spot or locality. Whatever measure of merit the claim of other places may have, I think it is generally admitted and has been substantially proven on many former occasions that the actual birthplace of organized hockey is the city of Kingston, in the year 1888."
Несмотря на то, что Сазерленд ошибся годом (1886), он возводил истоки хоккея к игре между командами Королевского университета и Королевского военного колледжа в Dix’s Rink, гавани перед муниципальными зданиями Кингстона.
25 апреля 1941 года «Montreal Gazette» сообщает, что движение за то, чтобы иметь в современном хоккее что-то похожее на имеющие свои Залы славы бейсбол и гольф, началось. В ноябре того же года идея привлекала достаточно интереса, чтобы Лео Дандуран (англ. Leo Dandurand), владелец «Монреаль Канадиенс» в 1921—1935 годах, значимая фигура в спортивном  Монреале, обсуждал её с представителями НХЛ.

Оригинальный логотип 1943 года

Publicity Release 1950

10 сентября 1943 года НХЛ и КАЛХ достигли соглашения об открытии в Кингстоне Зала славы и зарегистрировали его как некоммерческую благотворительную организацию. Названный «Международным хоккейным залом славы и музеем», он являлся «Original Hockey Hall of Fame» и был предназначен для чествования великих игроков и функционеров, а также сбора средств для своего отдельного помещения. Организация и руководство на первоначальном этапе были возложены на Джеймса Сазерленда. В 1945 году президентом Международного хоккейного зала славы был избран мэр Кингстона Стюарт Кроуфорд (англ. Stuart Crawford). Первые 12 «Почетных членов» были введены 30 апреля 1945 года, хотя Зал славы по-прежнему не имел постоянного помещения и был скорей виртуальным образованием. Следующие пополнения Зала состоялись в 1947, 1950 и 1952 годах.

### Раскол
Ещё в 1945 году НХЛ выделила $7 500.00, а КАЛХ — $10 000.00 для музея. В 1947 году Бостон Брюинз, Чикаго Блэкхокс, Нью-Йорк Рейнджерс и Торонто Мейпл Лифс провели ряд выставочных игр для сбора средств в пользу Зала славы. 10 января 1952 года на арене Кингстонского Мемориального центра (англ. Kingston Memorial Centre) в присутствии 3 562 болельщиков Монреаль Канадиенс переиграла сборную команду Кингстона и юниоров  Монреаля со счетом 16:4. Вырученные средства также пошли на нужды музея.
30 сентября 1955 года умер Джеймс Т.Сазерленд, так и не увидев музей в собственной постоянной резиденции. С его смертью Кингстон, как место расположения Зала славы, потерял своего самого ярого сторонника. К 1958 году музей всё ещё не собрал достаточно средств для строительства своего здания в Кингстоне. Кларенс Кэмпбелл (англ. Clarence Campbell), президент НХЛ, отказался поддерживать Международный хоккейный зал славы в Кингстоне и объявил о том, что НХЛ и Национальная выставка Канады (НВК) достигли соглашения о строительстве нового здания зала славы в Торонто ( Канада), вместе с Залом спортивной славы Канады. Временный Зал хоккейной славы открылся в качестве экспоната в канадском Зале спортивной славы в августе 1958 года. Экспозиция имела успех у посетителей. НХЛ и НВК решили, что она должна быть постоянной. НХЛ согласилась полностью оплатить строительство нового здания на территории выставочного комплекса, которое началось в 1960 году и было завершено 1 мая 1960 года. Первая постоянная экспозиция была открыта 26 августа 1961 года премьер-министром  Канады Джоном Дифенбейкером (англ. John Diefenbaker). Зал хоккейной славы признает всех 40 членов эпохи Кингстона.

### После раскола

Original design for the International Hockey Hall of Fame in Kingston, Ontario

Несмотря на этот серьёзный удар, Совет директоров кингстонского Международного хоккейного зала славы двинулся вперед. В 1961 году мэр Кингстона Вильям Т.Миллс (англ. William T. Mills) утвердил Положение, разрешающее строительство здания Зала славы в городе. Год спустя был подписан договор на сумму $132 тыс. на строительство здания на территории Мемориального центра (англ. Kingston Memorial Centre), восточнее арены, на углу улиц Йорк и Альфред. Доля собственно музея составила $70 тыс. Ещё через год Городской совет выделил $10 тыс. на приобретение мебели и оборудования. Международный хоккейный зал славы открылся для посетителей в 1965 году.
В 1966 году в Зал славы были введены ещё два хоккеиста Харви Джексон (англ. Harvey (Busher) Jackson) и Фредерик Джозеф «Бун» Кук (англ. Fredtrick Joseph "Bun" Cook). Оба позднее были введены Зал хоккейной славы в  Торонто: Харви Джексон в 1971 году, а «Бун» Кук в 1995 году.
В 1969 году НХЛ и Зал хоккейной славы в  Торонто предприняли неудачные попытки по получению экспонатов Международного хоккейного зала славы, а также права на название «The International Hockey Hall of Fame» (Международный Зал хоккейной славы).
В 1977 году музею переходят полные и окончательные права на здание на углу улиц Йорк и Альфред. В 1978 году помещения Зала славы были расширены и отремонтированы, первое крупное обновление с 1965 года. Позже, после завершения ремонтных работ, обновленный Международный хоккейный зал славы открыл не кто иной, как оставивший пост президента НХЛ в 1977 году Кларенс Кэмпбелл (англ. Clarence Campbell), который отказал в поддержке Кингстонскому музею 20 лет назад, в 1958 году.

### Современность

Эмблема, посвященная 60-летию музея

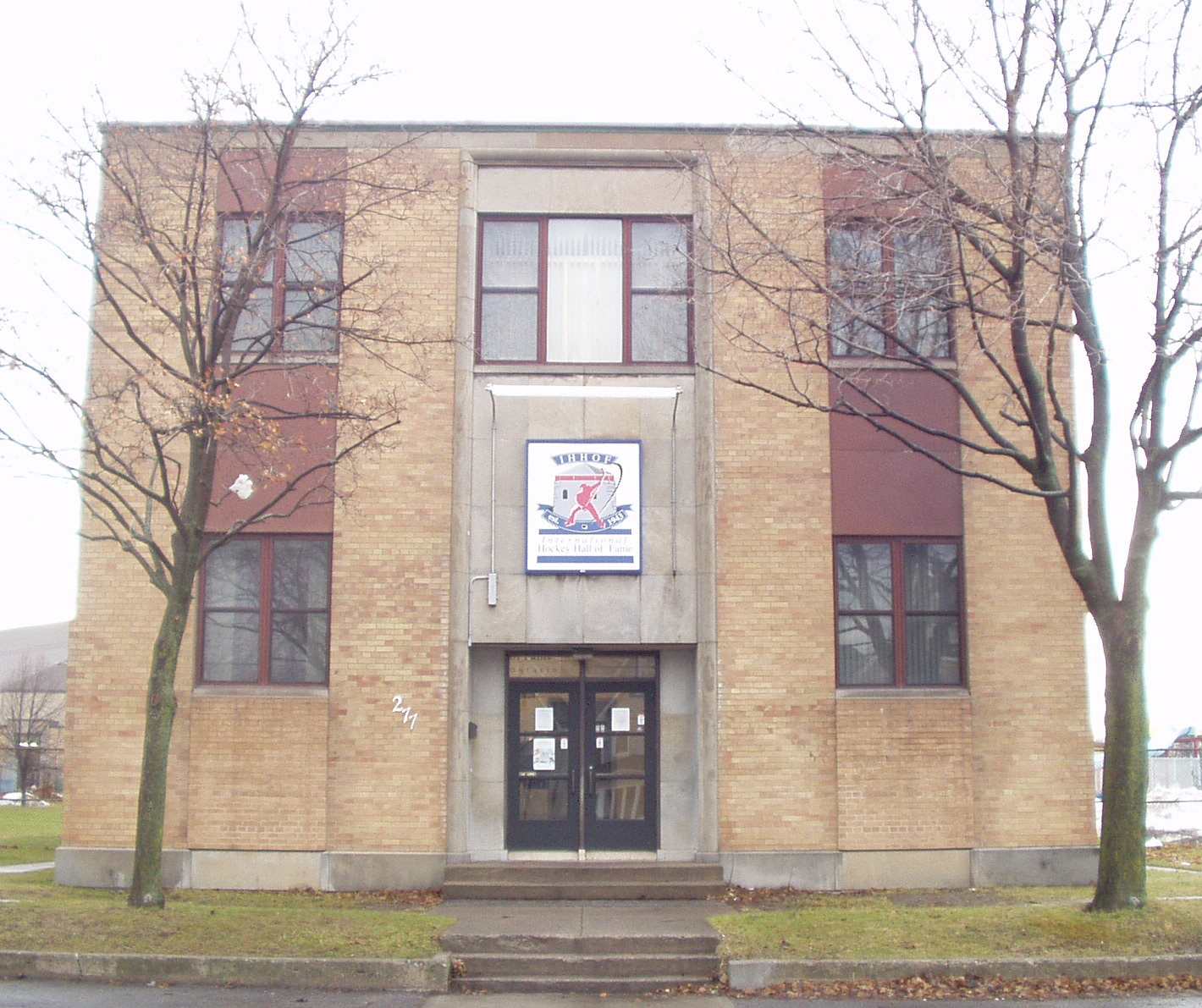
Здание Международного хоккейного зала славы в Кингстоне,

В 1987 году руководство музея обращается к мэру Кингстона Джону Джерретсену (англ. John Gerretsen) и городскому совету, с намерением создать целевую группу для изучения будущих перспектив музея хоккея. Подобная группа по анализу создается два года спустя, после одобрения нового мэра Хелен Купер (англ. Helen Cooper). В 1991 году достигается принципиальное соглашение о трехстороннем партнерстве между городом Кингстон, Залом славы и ИИХФ. Год спустя была подписана пятилетняя программа сотрудничества с Международной федерацией хоккея с шайбой. Согласно подписанным документам в Кингстонском Зале славы располагались экспонаты музея ИИХФ. Соглашение действовало до 1997 года и не было продлено. К этому времени ИИХФ приняла решении о создании собственного Зала славы в Цюрихе ( Швейцария). В том же, 1997 году, во время чемпионата мира по хоккею с шайбой в  Хельсинки, в Зал славы ИИХФ были введены первые члены. В 1998 году ИИХФ подписала договор с НХЛ и 29 июля 1998 года Зал славы ИИХФ был переведен в  Торонто, в Зал хоккейной славы, где экспозиция, включающая в себя профили стран-членов ИИХФ, была размещена на площади 3500 фут² (325,16 м²) в разделе «Мировой хоккей». К этому времени, в 1995 году, НХЛ и Зал хоккейной славы признает роль Кингстонского Международного хоккейного зала славы и обещает поддержку.

## Члены Международного Зала хоккейной славы
| Члены Зала славы | Члены Зала славы | Члены Зала славы                                     | Члены Зала славы                                     | Члены Зала славы                                                     |
| Год избрания     | Номинация        | Имя (рус.)                                           | Имя (англ.)                                          | Вклад                                                                |
| ---------------- | ---------------- | ---------------------------------------------------- | ---------------------------------------------------- | -------------------------------------------------------------------- |
| 1945             | Игрок            | Дональд ("Дэн") Хендерсон Бейн                       | Donald ("Dan") Henderson Bain                        | Winnipeg Victorias                                                   |
| 1945             | Игрок            | Хобарт ("Хоби") Эмори Хейр Бейкер                    | Hobart ("Hobie") Amory Hare Baker                    | Принстонский университет                                             |
| 1945             | Игрок            | Рассел ("Росс") Джордж Александр "Дубби" Боуи        | Russel ("Russ") George Alexander "Dubbie" Bowie      | Montreal Victorias                                                   |
| 1945             | Игрок            | Чарльз ("Чак") Роберт Гардинер                       | Charles («Chuck») Robert Gardiner                    | Chicago Blackhawks                                                   |
| 1945             | Игрок            | Эдвард ("Эдди") Джордж Джерард                       | Edward («Eddie») George Gerard                       | Оттава Сенаторз                                                      |
| 1945             | Игрок            | Фрэнсис ("Фрэнк") Кларенс Макги                      | Francis («Frank») Clarence McGee                     | Оттава Сенаторз                                                      |
| 1945             | Игрок            | Ховард ("Хоуи") Вильям Моренц                        | Howard («Howie») William Morenz                      | Montreal Canadiens                                                   |
| 1945             | Игрок            | Томас ("Томми") Найл Филлипс                         | Thomas ("Tommy") Neil Phillips                       | Kenora Thistles                                                      |
| 1945             | Игрок            | Эрнест Харви Пулфорд                                 | Ernest Harvey Pulford                                | Ottawa Silver Seven                                                  |
| 1945             | Игрок            | Артур ("Арт") Хауи Росс                              | Arthur («Art») Howey Ross                            | Montreal Wanderers                                                   |
| 1945             | Игрок            | Вильям Ходжсон ("Ход") Стюарт                        | William Hodgson ("Hod") Stuart                       | Montreal Wanderers                                                   |
| 1945             | Игрок            | Жозеф-Жорж-Гонзаг "Шикутими Кукумбер" Везина         | Joseph-Georges-Gonzague «Chicoutimi Cucumber» Vezina | Montreal Canadiens                                                   |
| 1945             | Функционер       | Сэр Хью Эндрю Монтегью Аллан                         | Sir Hugh Andrew Montague Allan                       | Учредитель Allan Cup                                                 |
| 1945             | Функционер       | Фредерик Артур Стэнли Лорд Престона, 16-й граф Дерби | Стэнли, Фредерик, 16-й граф Дерби                    | Учредитель Stanley Cup                                               |
| 1947             | Игрок            | Обри Виктор "Дит" Клаппи                             | Aubrey Victor «Dit» Clapper                          | Boston Bruins                                                        |
| 1947             | Игрок            | Орель Эмиль "Майти Атом" "Литл Джайнт" Жолья         | Aurele Emile «Mighty Atom» «Little Giant» Joliat     | Montreal Canadiens                                                   |
| 1947             | Игрок            | Джулиус Фрэнсис ("Фрэнк") "Пемброк Пич" Найбор       | Julius Francis («Frank») «Pembroke Peach» Nighbor    | Оттава Сенаторз                                                      |
| 1947             | Игрок            | Кёртис Лестер "Силверфокс" Патрик                    | Curtis Lester "The Silver Fox" Patrick               | New York Rangers                                                     |
| 1947             | Игрок            | Эдвард ("Эдди") Вильям Шор                           | Edward («Eddie») William Shore                       | Boston Bruins                                                        |
| 1947             | Игрок            | Фредерик ("Фред") Веллингтон "Циклон" Тейлор         | Frederick («Fred») Wellington «Cyclone» Taylor       | Ванкувер Миллионэрис                                                 |
| 1947             | Функционер       | Фрэнк Селлик Колдер                                  | Frank Sellick Calder                                 | 1-й Президент NHL 1917−43гг.                                         |
| 1947             | Функционер       | Уильям Абрахам Хьюитт                                | William Abraham Hewitt                               | Спортивный журналист секретарь OHA                                   |
| 1947             | Функционер       | Фрэнсис Нельсон                                      | Francis A. Nelson                                    | Вице-президент OHA 1903−05гг.                                        |
| 1947             | Функционер       | Вильям Митчелл Норти                                 | William Mitchell Northey                             | Президент Montreal AAA                                               |
| 1947             | Функционер       | Джон Росс Робертсон                                  | John Ross Robertson                                  | Президент OHA 1899−1905гг.                                           |
| 1947             | Функционер       | Клод Копленд Робинсон                                | Claude Copeland Robinson                             | Winnipeg Victorias 1-й секретарь CAHA                                |
| 1947             | Функционер       | Джеймс Томас Сазерленд                               | James Thomas Sutherland                              | Президент OHA 1915−18гг. Президент CAHA в 1919 году Основатель IHHOF |
| 1950             | Игрок            | Аллан МакЛейн "Скотти" Дэвидсон                      | Allan McLean "Scotty" Davidson                       | Toronto Blueshirts                                                   |
| 1950             | Игрок            | Чарльз Грэм Дринкуотер                               | Charles Graham Drinkwater                            | Montreal Victorias                                                   |
| 1950             | Игрок            | Сайлас ("Сай") Сет "Сокс" Гриффис                    | Silas ("Si") Seth "Sox" Griffis                      | Ванкувер Миллионэрис                                                 |
| 1950             | Игрок            | Эдуард Сирилл Чарльз "Ньюси" Лалонд                  | Edouard Cyrille Charles "Newsy" Lalonde              | Montreal Canadiens                                                   |
| 1950             | Игрок            | Морис Йозеф ("Джо") "Фантом" Мэлоун                  | Maurice Joseph («Joe») «Phantom» Malone              | Quebec Bulldogs                                                      |
| 1950             | Игрок            | Джордж Тейлор Ричардсон                              | George Taylor Richardson                             | Университет Квинс                                                    |
| 1950             | Игрок            | Генри ("Гарри") Иуда "Флип" Трайхи                   | Henry ("Harry") Judah "Flip" Trihey                  | Montreal Shamrocks                                                   |
| 1952             | Игрок            | Ричард ("Дикки") Робинсон Бун                        | Richard ("Dickie") Robinson Boon                     | Montreal AAA                                                         |
| 1952             | Игрок            | Вильям ("Билл") Осьер Хавьер Кук                     | William («Bill») Osser Xavier Cook                   | New York Rangers                                                     |
| 1952             | Игрок            | Фрэнсис Хавьер "Мус" Гохин                           | Francis Xavier "Moose" Goheen                        | St. Paul Saints                                                      |
| 1952             | Игрок            | Томас Эрнест ("Эрни") "Мус" Джонсон                  | Thomas Ernest ("Ernie") "Moose" Johnson              | Montreal Wanderers                                                   |
| 1952             | Игрок            | Данкан Макмильян "Микки" Маккей                      | Duncan McMillan "Mickey" MacKay                      | Ванкувер Миллионэрис                                                 |
| 1961             | Игрок            | Майкл ("Майк") Грант                                 | Michael ("Mike") Grant                               | Montreal Victorias                                                   |
| 1966             | Игрок            | Фредерик Йозеф "Бун" Кук                             | Frederick Joseph «Bun» Cook                          | New York Rangers                                                     |
| 1966             | Игрок            | Ральф Харви "Бушер" Джексон                          | Ralph Harvey «Busher» Jackson                        | Toronto Maple Leafs                                                  |

## Серия исторического хоккея
Начиная с 1969 года каждый год в феврале международный зал хоккейной славы проводит костюмированное представление, которое носит название Серия исторического хоккея (англ. Historic Hockey Series). Представления является и соревнованием и демонстрацией первой организованной хоккейной игры, которая состоялась в порту Кингстона в 1886 году между командами университета Куинс и Королевкого военного колледжа Канады. Используются клюшки и форма, стилизованные под то время. Матчи играются по оригинальным правилам, включая квадратную шайбу, семь игроков с каждой стороны и отсутствие паса вперёд.
В турнире участвуют команды университета Куинс, королевского военного колледжа Канады и второго полка королевской канадской конной артиллерии из Петававы, которая представляет солдат гарнизона, квартировавшего в Кингстоне в 1880-х годах. Соревнования проходят по круговой системе.